# Amin Zaoui
Amin Zaoui (Msirda, Tlemcen, 1956) es un escritor argelino bilingüe (francés y árabe).

## Biografía
De 1984 a 1995, trabajó como profesor en la Universidad de Orán, en el Departamento de Lenguas Extranjeras. En 1988, hizo su doctorado sobre literatura magrebí comparada. De 1991 a 1994, ejerció como director general del Palais des Arts et de la Culture de Orán. De 2000 a 2002, trabajó de profesor en la Universidad de Orán, en el Departamento de Traducción. De 2002 a 2008, fue director general de la Biblioteca nacional de Argel. En 2009 fue miembro del consejo de dirección de AFAC (Fondo Árabe para la Cultura y las Artes). 
En los años 1990, fue agredido y amenazado por un grupo islamista y se exilió a Francia, donde trabajó como profesor universitario. En 2000, regresó a Argelia para hacerse cargo de la dirección de la Biblioteca Nacional, cargo del que fue despedido en 2008.

## Conferencias
Amin Zaoui ha dado conferencias sobre diversos temas en varias universidades de Túnez, Jordania, Francia y Gran Bretaña. En 1993, formó parte del jurado internacional del Festival de Teatro de Cartago, en Túnez. De 1987 a 1995, fue productor y animador de la emisión literaria televisada argelina Parenthèses. En 1998, presidió el encuentro Culturas del Magreb, organizado por la asociación francesa Trait d'union. 

## Obras
Amin Zaoui escribe novela y ensayo. Sus novelas han sido traducidas a numerosas lenguas: inglés, español, italiano, checo, serbio, chino, persa, turco, árabe, sueco, griego...
Obras en francés
- Sommeil du mimosa suivi de Sonate des loups (novela), Serpent à plumes, París, 1997.
- Fatwa pour Schéhérazade et autres récits de la censure ordinaire (ensayo colectivo), L'Art des livres, Jean-Pierre Huguet, 1997.
- La Soumission (novela), Serpent à Plumes, París, 1998; 2º edición Marsa, Argel.
- La Razzia (novela), Serpent à Plumes, París, 1999.
- Histoire de lecture (ensayo colectivo), Ministerio de Cultura, París, 1999.
- L’Empire de la peur (ensayo), Jean-Pierre Huguet, 2000.
- Haras de femmes (novela), Serpent à Plumes, París, 2001.
- Les Gens du parfum (novela), Serpent à Plumes, París, 2003.
- La Culture du sang (ensayo), Serpent à Plumes, París, 2003.
- Festin de mensonges (novela), Fayard, París, 2007.
- La Chambre de la vierge impure (novela), Fayard, Paris, 2009.

• Irruption d’une chair dormante (cuento), El Beyt, Argel, 2009.
Obras en árabe
- Le Hennissement du corps (novela), Al Wathba, 1985.
- Introduction théorique à l’histoire de la culture et des intellectuels au Maghreb, OPU, 1994.
- Le Frisson (novela), Kounouz Adabiya, Beyrouth, 1999.
- L'Odeur de la femelle (novela), Dar Kanaân, 2002.
- Se réveille la soie (novela), Dar-El-Gharb, Argel, 2002.
- Le Retour de l'intelligentsia, Naya Damas, Siria, 2007.
- Le Huitième Ciel (novela), Madbouli, Egipto, 2008.
- La Voie de Satan (novela), Dar Arabiyya Lil Ouloume, Beyrouth; El Ikhtilaf, Argel, 2009.
- L'Intellectuel maghrébin : pouvoir - femme et l’autre, Radjai, Argel, 2009.

Obras traducidas al español
- La sumisión, traducción de Nuria Viver Barri, El Cobre, Barcelona, 2003.
- La razzia, traducción de Nuria Viver Barri, El Cobre, Barcelona, 2003.